# میدی کریپن

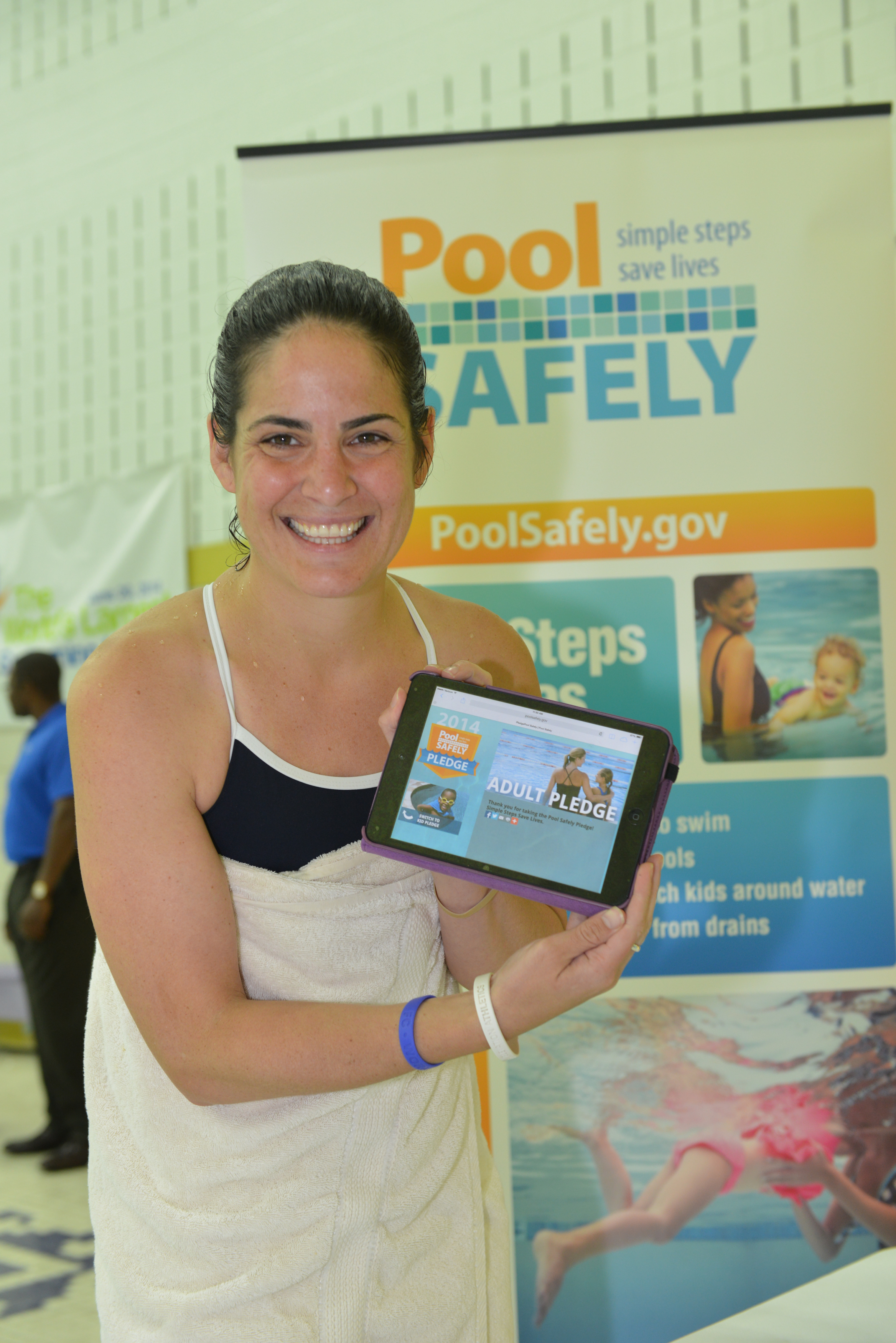
میدی کریپن در سال ۲۰۱۴

میدی کریپن (به انگلیسی: Maddy Crippen) (زادهٔ ۱۰ ژوئیهٔ ۱۹۸۰) شناگر اهل ایالات متحده آمریکا است.